# Tetuán (Madryt)
Tetuán – jest jednym z 21 dystryktów wchodzących w skład Madrytu. W obrębie dzielnicy znajduje się kompleks finansowo - biurowy AZCA, a sama dzielnica stanowi finansowe centrum Madrytu. Tetuán jest okręgiem o największej populacji imigrantów, głównie z Ameryki Południowej i Afryki Subsaharyjskiej, którzy stanowią ok. 15% ludności całego dystryktu.

## Podział administracyjny
Tetuán dzieli się administracyjnie na 6 dzielnic:
- Almenara
- Bellas Vistas
- Berruguete
- Castillejos
- Cuatro Caminos
- Valdeacederas